# Council Skies
《Council Skies》는 영국의 록 밴드 노엘 갤러거스 하이 플라잉 버즈의 네 번째 스튜디오 음반이다. 갤러거와 오랜 엔지니어 폴 스테이시가 프로듀싱한 이 음반은 2023년 6월 2일, 갤러거의 레이블인 사워 매시 레코드를 통해 발매되었다. 이 음반은 갤러거가 2022년 4월, 애비 로드 스튜디오에서 현악 세션이 열리며 자신의 녹음 스튜디오인 론 스타 스튜디오에서 녹음한 첫 번째 음반이다. 지금까지 다섯 개의 싱글이 발매되었는데, 〈Pretty Boy〉, 〈Easy Now〉, 〈Dead to the World〉, 〈Open the Door〉, 〈See What You Find〉 그리고 타이틀곡 〈Council Skies〉이다.

## 배경
갤러거는 2022년 1월, 론 스타 스튜디오에서 세션을 시작하면서 2021년 말 음반 데모를 시작했다. 조니 마는 음반에 리드 싱글인 〈Pretty Boy〉를 포함한 세 트랙에 피처링했다.
갤러거는 이 에 대해 "다시 처음으로 돌아가는 것, 공상에 잠기고, 하늘을 바라보며 삶이 무엇이 될 수 있을지 생각했다"고 설명했다. 음반 제목에 대해 논의할 때 갤러거는 "제목은 아티스트 피트 맥키의 책에서 따왔고, 난 《Council Skies》가 될 곡을 쓰고 있었지만, 《Council Skies》라고 부르지는 않았고, 내가 곡을 쓸 때 곡에 약간의 문구가 있는데, 어떤 문구가 빠졌는지 저는 그 문구가 무엇이 될 것인지 몰랐다"라고 말했다. 그는 이어서 "마침 집에서 피트의 책이 커피 테이블 위에 있었고, 그래서 난 그에게 전화를 걸어 '이 제목을 써도 될까?'라고 말했고, 그렇다고 말했어. 그리고 난 그 노래를 다시 썼고 그 후 많은 다른 것들이 제자리를 찾기 시작했어."

## 커버 아트
이 커버 아트는 케빈 커민스가 촬영한 것으로, 맨체스터 시티의 메인 로드 축구 경기장이 있던 원래 중앙 지점에 밴드의 라이브 장비를 설치한 것이 특징이다.

## 평가
| 전문가 평가         | 전문가 평가 |
| 총 점수             | 총 점수     |
| 출처                | 점수        |
| ------------------- | ----------- |
| AnyDecentMusic?     | 7.6/10      |
| 메타크리틱          | 81/100      |
| 평가 점수           |             |
| 출처                | 점수        |
| AllMusic            | [ 6 ]       |
| American Songwriter | [ 7 ]       |
| Clash               | 8/10        |
| The Independent     | [ 9 ]       |
| NME                 | [ 10 ]      |
| Rolling Stone UK    | [ 11 ]      |

《Council Skies》는 음악 평론가들로부터 비평가들로부터 찬사를 받았다. 출판물의 리뷰에 정규화된 평점 100점을 부여하는 메타크리틱에서 이 음반은 11개의 리뷰를 바탕으로 평균 81점을 받아 "보편적인 찬사"를 받았다.
《클래시》의 엠마 해리슨은 《Council Skies》에 대해 "《Council Skies》는 영국이 배출한 최고의 작곡가들 중 하나라는 그의 명성을 굳히고 있다"고 평했다. 이 곡 모음은 오아시스 이후 그가 제공한 가장 훌륭한 곡들 중 하나이며, 노엘 갤러거스 하이 플라잉 버즈가 만들고 싶어했던 음반처럼 느껴진다.

## 곡 목록
모든 곡들은 노엘 갤러거에 의해 작사/작곡하였다.
| #   | 제목                                                    | 재생 시간 |
| --- | ------------------------------------------------------- | --------- |
| 1.  | 〈I'm Not Giving Up Tonight〉                           | 4:06      |
| 2.  | 〈Pretty Boy〉                                          | 4:48      |
| 3.  | 〈Dead to the World〉                                   | 4:09      |
| 4.  | 〈Open the Door, See What You Find〉                    | 3:59      |
| 5.  | 〈Trying to Find a World That's Been and Gone: Part 1〉 | 2:57      |
| 6.  | 〈Easy Now〉                                            | 3:57      |
| 7.  | 〈Council Skies〉                                       | 4:39      |
| 8.  | 〈There She Blows!〉                                    | 3:56      |
| 9.  | 〈Love Is a Rich Man〉                                  | 4:21      |
| 10. | 〈Think of a Number〉                                   | 5:41      |